# Culicoides reticulatus
Culicoides reticulatus är en tvåvingeart som beskrevs av Lutz 1913. Culicoides reticulatus ingår i släktet Culicoides och familjen svidknott. Inga underarter finns listade i Catalogue of Life.